# أسكيز (هاكاسيجا)
أسكيز (بالروسية: Аскиз) هي مدينة في جمهورية خقاسيا في روسيا.
يبلغ عدد سكانها حوالي 4951 نسمة.

## أعلام
- ألكسندر زوتوف